# Zvi Bern
Zvi Bern (Nueva York, 17 de septiembre de 1960) es un físico teórico de partículas estadounidense. Se desempeña como profesor en la Universidad de California en Los Ángeles (UCLA).

## Biografía
Estudió física y matemáticas en el Instituto Tecnológico de Massachusetts y obtuvo su doctorado en 1986 en física teórica de la Universidad de California, Berkeley, bajo la supervisión de Martin Halpern. El manuscrito de su tesis se puede encontrar actualmente en los archivos del Laboratorio Lawrence Berkeley y examina "posibles esquemas de regularización del continuo no perturbativo para la teoría cuántica de campos que se basan en la ecuación de Langevin de Parisi y Wu".
Desarrolló nuevos métodos para el cálculo de diagramas de Feynman que se introdujeron originalmente en la electrodinámica cuántica para el cálculo perturbativo de amplitudes de dispersión. En teorías cuánticas de campos más complicadas, como la teoría de Yang-Mills o las teorías cuánticas de campos con gravedad, el cálculo informático de la evolución perturbativa utilizando diagramas de Feynman alcanzó rápidamente sus límites debido al crecimiento exponencial de los diagramas. Los nuevos desarrollos teóricos de los años 1990 y 2000 llegaron a tiempo para un renovado interés en cálculos extensos en el contexto de los experimentos en el Gran Colisionador de Hadrones. Juanto a sus colegas desarrollaron métodos de espacio de torsión aplicados a las amplitudes de la teoría de calibre. Así como también desarrollaron el método de "unitaridad generalizada como un medio para obtener amplitudes de bucle a partir de amplitudes de árboles en el caparazón". El método de unitaridad generalizada proporcionó nuevos conocimientos sobre el tratamiento perturbativo de la supergravedad N = 8 y demostró que existe un grado de divergencia menor de lo esperado; La evidencia de bucle superior sugirió que "la supergravedad N = 8 tiene el mismo grado de divergencia que la teoría super-Yang-Mills de N = 4 y es ultravioleta finita en cuatro dimensiones".
Fue elegido miembro de la Sociedad Estadounidense de Física en 2004. En 2014, recibió el Premio Sakurai con David A. Kosower y Lance J. Dixon por sus "contribuciones innovadoras al cálculo de amplitudes de dispersión perturbativa, que llevaron a una comprensión más profunda de la teoría cuántica de campos y a nuevas y poderosas herramientas para calcular procesos QCD". En 2023, junto a sus colaboradores David A Kosower y Lance J Dixon recibieron la Medalla Galileo Galilei del Instituto Nazionale di Fisica de Italia.
Su número de Erdős es tres. Actualmente, es el director del Instituto Mani Lal Bhaumik de Física Teórica de la UCLA, cuyo objetivo es "proporcionar un entorno excepcional para la excelencia en la investigación en física teórica".

## Publicaciones seleccionadas
- Bern, Dixon, Kosower "Las partículas cuánticas "Graviton" pueden parecerse a partículas de fuerza ordinarias", Scientific American, mayo de 2012
- Berna, John Joseph Carrasco, Henrik Johansson "Progreso sobre la finitud de la supergravedad ultravioleta", Erice Lectures 2008
- Bern, Carrasco, Johansson Nuevas relaciones para la teoría de calibres Amplitudes Revisión física D, 78, 2008, 085011
- Bern, Carrasco, Johansson "La gravedad cuántica perturbativa como copia doble de la teoría de calibre", 2010
- Bern, Carrasco, Johansson "La estructura de amplitudes multibucle en las teorías de calibre y gravedad", en Bucles y tramos en la teoría cuántica de campos, Woerlitz 2010, Nucl, Phys. Proc. Supl. 205–206, 2010, págs. 54–60]
- Berna "Gravedad cuántica perturbativa y su relación con la teoría de calibre", Living Reviews of Relativity, 2002